# Елленберг (Рейнланд-Пфальц)
Елленберг (нім. Ellenberg) — громада в Німеччині, розташована в землі Рейнланд-Пфальц. Входить до складу району Біркенфельд. Складова частина об'єднання громад Біркенфельд.
Площа — 2,01 км2. Населення становить 95 ос. (станом на 31 грудня 2020).